# La moza de cántaro
La moza de cántaro es una obra de teatro del dramaturgo español Félix Lope de Vega escrita en 1618.

## Argumento
La pieza, llena de equívocos narrados en tono cómico, se centra en la peripecia de la bella Doña María, quien se entera de una ofensa hecha a su padre por un tal Don Diego. Para vengar la humillación, asesina al infame. Debe entonces huir de su Ronda natal hacia Madrid, donde encuentra al galán Don Juan, que se enamora de ella, aunque se hace pasar por una joven de bajo nivel social y trabaja para un indiano como moza de cántaro.

## Representaciones en elsigloXX
La obra se ha llevado a los escenarios del Teatro Español de Madrid, al menos en tres ocasiones en el siglo XX: En 1911, en versión de Tomás Luceño e interpretada por Pascuala Mesa, Pedro Codina, Gatuellas, Manrique Gil y Sepúlveda; en 1935 con Asunción Casals, Ricardo Calvo, Enrique Borrás y Guillermo Marín; y en 1952, con María Jesús Valdés, José María Seoane, Luis Orduña, Rosita Yarza y Maruja Recio.

## Adaptaciones

### Cine
Estrenada en 1954, fue dirigida por Florián Rey y contó en sus principales papeles con Paquita Rico, Peter Damon, Rafael Arcos, Josefina Serratosa e Ismael Merlo como el rey Felipe IV. La película convirtió la obra literaria en una comedia folclórica para que destacase una de las más reconocidas artistas del momento, algo que Rey ya había hecho en Cuentos de la Alhambra con Carmen Sevilla y La danza de los deseos con Lola Flores

### Televisión
La cadena española TVE emitió una adaptación para la pequeña pantalla el 9 de enero de 1981 en el espacio de teatro televisado Estudio 1. Fue dirigida por Manuel Aguado e interpretada por Elisa Ramírez, Víctor Valverde, Maite Blasco, Jesús Enguita, Blanca Sendino, Arturo López y Rafael Navarro.